# گاردینووتسی
گاردینووتسی (به صربی: Gardinovci) یک منطقهٔ مسکونی در صربستان است که در Titel Municipality واقع شده‌است. گاردینووتسی ۳۱٫۷ کیلومتر مربع مساحت و ۱٬۲۹۷ نفر جمعیت دارد و ۷۸ متر بالاتر از سطح دریا واقع شده‌است.